# Chaqueta Amarilla (Rita DeMara)
La Chaqueta Amarilla (Rita DeMara) es una personaje ficticia que aparece en los cómics estadounidenses publicados por Marvel Comics. El segundo Yellowjacket, inicialmente es una supervillana y después se volvió superheroína.

## Historial de publicación
Ella apareció por primera vez en Los Vengadores # 264 y fue creada por Roger Stern y John Buscema.
Años más tarde, ella apareció como un personaje regular en los títulos Guardianes de la Galaxia y Vengadores. El escritor / artista de los Guardianes de la Galaxia Jim Valentino recordó: "Fue la primera incursión de mi grupo en el siglo XX. Sabía que iban a conocer a los Maestros del Mal... Ella era miembro de Maestros del Mal en ese momento y me gustó. Pensé que sería bueno que alguien viera el siglo 31 a través de los ojos actuales. Me daría una nueva perspectiva, así que pregunté si podía tenerla. Dijeron que sí, y aunque nunca obtuve la la oportunidad de escribirla, la pusieron en el grupo después de que me fui".
Yellowjacket fue uno de los personajes principales de la serie limitada de tres números de 2011 Chaos War: Dead Avengers.

## Historia del personaje

### Carrera criminal
Rita DeMara inició como una supervillana que había robado uno de los trajes de Chaqueta Amarilla de Henry Pym, y lo modificó, haciéndolo más femenino (y quitando el emblema de insectos). Sin embargo, cuando se enfrentó a la Avispa ella se aterrorizó al encogerse, y fue capturada.
Chaqueta Amarilla participa en una toma de la Mansión de los Vengadores, asistiendo en una de las versiones más poderosas de los Amos del Mal como una criminal profesional. Derrotada, Chaqueta Amarilla es enviada a la cárcel, pero es liberada por Fixer, que tiene intenciones amorosas. Ella huye e intenta vengarse de la Avispa, a través del Caballero Negro. Furioso por haber sido rechazado, Fixer trata de matarla. El Caballero Negro ayuda a Chaqueta Amarilla a derrotarlo.
En un tiempo cuando los Vengadores no estaban activos, su traje recibe una llamada de socorro de un sistema automatizado en una vieja base de los Vengadores. Ella termina colaborando con Bestia, Capitán América, Falcon, Hércules, Hulk y Yocasta; luchan contra el Alto Evolucionador, que quieren impulsar la evolución de la humanidad a través de una catástrofe mundial. Chaqueta Amarilla se encuentra luchando contra decenas de soldados en la base evolutiva del submarino subterráneo. Finalmente, el Evolucionista es derrotado por Hércules, los dos evolucionan fuera de la realidad. Más tarde Chaqueta Amarilla se vuelve un miembro de las Femizonas de Superia.
Su segunda afiliación fue con los Maestros del Mal, y termina durante la Guerra del Infinito. Su equipo, dirigido por el Doctor Octopus, se enfrenta a los Guardianes de la Galaxia en el interior de la Mansión de los Vengadores ya que los Maestros querían apoderarse de ella. Yellowjacket pronto es traicionada por ella misma. Momentos más tarde, los dos equipos se sienten abrumados por las oleadas de alienígenas malvados. Estos extraterrestres se hicieron pasar por todos los seres con superpoderes involucrados. Cada doble quiere hacerse cargo del cuerpo correspondiente. A pesar de que muchos extraterrestre estaban muertos, aparecen más.
Los Guardianes y los Maestros trabajan juntos para mantenerse con vida. Por los acontecimientos de la Guerra del Infinito logran detener el flujo de alienígenas. Cuando el Doctor Octopus desea continuar la lucha, sus hombres se vuelven contra él, porque no quería hacer daño a aquellos que los habían ayudado. Chaqueta Amarilla se queda atrás y se une a los Guardianes.

### Guardianes de la Galaxia
Fue al siglo 31 con ellos. Ella demuestra una vez más ser una miembro valiosa cuando salvó la vida de Charlie-27 usando sus poderes de reducción, volando por el interior de la garganta, y realizando una cirugía en un coágulo de sangre masivo con sus picaduras. Ella forma una estrecha amistad con Nikki. Más tarde utiliza la tecnología del siglo 31 para rediseñar su traje, haciendo que se vea más diferente al diseño de Henry Pym.
Ella usa sus poderes como una miembro valioso del equipo, hasta que nostálgica, intenta volver al siglo XX. En el camino, se detiene en un futuro próximo y se entera de un desastre que está a punto de sucederle a los Vengadores en su tiempo objetivo. A su regreso a la actualidad, se enfrenta a Iron Man, que está bajo el control de Immortus, un poderoso viajero del tiempo usando la apariencia de Kang el Conquistador. Iron Man mata a Chaqueta Amarilla.

### Resurrección
Durante la Guerra Caos, Chaqueta Amarilla se encuentra entre los muertos liberados por Plutón para defender los infiernos de Amatsu-Mikaboshi. Debido a lo que les pasó a los reinos de la muerte, Chaqueta Amarilla se encuentra entre los que regresan de entre los muertos. Chaqueta Amarilla se une a los otros Vengadores resucitados en su lucha contra Grim Reaper y Nekra. Chaqueta Amarilla, junto con el Espadachín y la guerrera Shi'Ar llamada Grito de Muerte se les dan una segunda oportunidad de vivir cuando sobreviven a los ataques de Grim Reaper; pero no ha habido ninguna señal de DeMara después de su resurrección.

## Poderes y habilidades
Rita DeMara no tiene poderes superhumanos, pero posee experiencia en la tecnología cibernética. El casco de Chaqueta Amarilla contiene partículas subatómicas "Pym", que se pueden liberar por orden mental cibernéticamente a través de los circuitos del casco, lo que le permite reducir su tamaño a una media pulgada y volver a la normalidad, el casco también contiene controles manuales de anulación. Su traje está equipado con pistolas que le permite disparar pernos eléctricos de sus guantes, que pueden generar suficiente electricidad como para dañar severamente un coche de una sola explosión. Su traje también le permite volar a altas velocidades a través de medios desconocidos.

## Otras versiones

### Mutante X
En la realidad de Mutant X, Rita se une a Doc Samson y Stingray para crear los Defensores, un equipo que intenta deshacerse de los Vengadores derrotados.
Como muchos de los héroes de ese mundo, ella es asesinada fuera del panel; su cadáver se muestra en el último número junto con los otros héroes derrotados.

## En otros medios

### Videojuegos
- La versión de Rita DeMara de Yellowjacket aparece en Iron Man y X-O Manowar in Heavy Metal.